# Unió Nacional Atac
La Unió Nacional Atac (búlgar Национален съюз Атака, Natsionalen Sǎyuz Ataka, NSA) és un partit polític nacionalista de Bulgària.

## Història
La Unión Nacional Atac està formada pel Moviment Nacional per a la Salvació de la Pàtria (Natsionalno Dvizhenie za Spasenie na Otechestvoto), el Partit Nacional Patriòtic Búlgar (Bǎlgarska Natsionalna-Patriotichna Partiya) i la Unió de Forces Patriòtiques i Militars de la Reserva - Defensa (Sǎyuz na Patriotichnite Sili i Voinite ot Zapassa - Zashtita). És liderat pel presentador de televisió Volen Siderov, qui és generalment considerat racista i antisemita. La coalició va ser creada solament dos mesos abans de les eleccions de 2005.
Siderov havia creat abans un partit amb el mateix nom, però el seu registre va ser retardat per la Cort, i per això no va poder participar en les eleccions com a tal. Els líders de la coalició han criticat les minories ètniques de Bulgària per considerar-les massa privilegiades, han acusat a tot el sistema polític búlgar de ser totalment corrupte, i s'han oposat a l'OTAN, a la guerra de l'Iraq i als vincles estrets amb els Estats Units. Encara que la coalició no està particularment en contra de la pertinença de Bulgària a la Unió Europea, ha reclamat fortament una revisió d'alguns dels documents prèviament signats (com el document per al tancament de la planta nuclear de Kozloduy, prop del riu Danubi), alguns dels quals són en gran manera considerats contraris als interessos de Bulgària.
L'imprevist èxit d'Atac ha estat atribuït principalment al pobre èxit electoral (31% dels vots) del Partit Socialista Búlgar, successor del vell Partit Comunista Búlgar. Entre els líders d'Atac es troben figures polítiques populars tals com Petar Beron, Ognyan Saparev, Rumen Vodenicharov i Stella Bankova. Els membres del grup d'Atac al Parlament inclouen Petar Beron i Stella Bankova, així com un grup de generals i altres militars; alguns d'ells han deixat el grup per diverses raons, en la seva major part per conflictes amb el cap originari Volen Siderov.

## Resultats electorals

### Assemblea Nacional
| Any      | Líder                | Vots                  | %                     | Escons               | +/–                  | Govern               |
| -------- | -------------------- | --------------------- | --------------------- | -------------------- | -------------------- | -------------------- |
| 2005     | Volen Siderov        | 296,848               | 8.14 (#4)             | 21 / 240             | Nou                  | Oposició             |
| 2009     | Volen Siderov        | 395,733               | 9.36 (#4)             | 21 / 240             | =                    | Suport extern (2009) |
| 2009     | Volen Siderov        | 395,733               | 9.36 (#4)             | 21 / 240             | =                    | Oposició (2009-13)   |
| 2013     | Volen Siderov        | 258,481               | 7.30 (#4)             | 23 / 240             | 2                    | Oposició             |
| 2014     | Volen Siderov        | 148,262               | 4.52 (#7)             | 11 / 240             | 12                   | Oposició             |
| 2017     | Volen Siderov        | Dins Patriotes Units  | Dins Patriotes Units  | 7 / 240              | 4                    | Coalició (2017-19)   |
| 2017     | Volen Siderov        | Dins Patriotes Units  | Dins Patriotes Units  | 7 / 240              | 4                    | Oposició (2019-21)   |
| Abr 2021 | Volen Siderov        | 15,659                | 0.48 (#13)            | 0 / 240              | 7                    | Extraparlamentari    |
| Jul 2021 | Volen Siderov        | 12,585                | 0.45 (#10)            | 0 / 240              | =                    | Extraparlamentari    |
| Nov 2021 | Volen Siderov        | 12,153                | 0.46 (#11)            | 0 / 240              | =                    | Extraparlamentari    |
| 2022     | Volen Siderov        | 7,593                 | 0.29 (#13)            | 0 / 240              | =                    | Extraparlamentari    |
| 2023     | Volen Siderov        | Dins Bulgària Neutral | Dins Bulgària Neutral | 0 / 240              | =                    | Extraparlamentari    |
| Jun 2024 | No hi van participar | No hi van participar  | No hi van participar  | No hi van participar | No hi van participar | No hi van participar |
| Oct 2024 | Volen Siderov        | 3,965                 | 0.16 (#17)            | 0 / 240              | =                    | Extraparlamentari    |

### Eleccions presidencials
| Any  | Candidat                            | 1a volta | 1a volta    | 2a volta | 2a volta    | Resultat |
| Any  | Candidat                            | Vots     | %           | Vots     | %           | Resultat |
| ---- | ----------------------------------- | -------- | ----------- | -------- | ----------- | -------- |
| 2006 | Volen Siderov                       | 597,175  | 21,49 / 100 | 649,387  | 24,05 / 100 | Derrota  |
| 2011 | Volen Siderov                       | 122,466  | 3,64 / 100  |          |             | Derrota  |
| 2016 | Suport a Krasimir Karakachanov (OP) | 573,016  | 14,97 / 100 |          |             | Derrota  |
| 2021 | Volen Siderov                       | 14,790   | 0,55 / 100  |          |             | Derrota  |

### Parlament Europeu
| Any  | Líder            | Resultats | Resultats | Resultats | Resultats | Pos. | Grup   |
| Any  | Líder            | Vots      | %         | Escons    | +/–       | Pos. | Grup   |
| ---- | ---------------- | --------- | --------- | --------- | --------- | ---- | ------ |
| 2007 | Dimitar Stoyanov | 275,237   | 14.20     | 3 / 18    | Nou       | 4t   | ITS→NI |
| 2009 | Volen Siderov    | 308,052   | 11.96     | 2 / 17    | 1         | = 4t | NI     |
| 2014 | Volen Siderov    | 66,210    | 2.96      | 0 / 17    | 2         | 8è   | –      |
| 2019 | Volen Siderov    | 20,906    | 1.04      | 0 / 8     | =         | 9è   | –      |